# 안동여자고등학교
안동여자고등학교(安東女子高等學校)는 대한민국 경상북도 안동시 법상동에 있는 공립 고등학교이다.

## 학교 연혁
- 1942년 5월 1일 : 안동공립고등여학교(4년제) 개교, 안동시 옥야동 382-2번지
- 1946년 6월 25일 : 제1회 졸업(33명)
- 1946년 9월 1일 : 6년제 고등중학교로 개편(18학급)
- 1951년 7월 1일 : 안동여자고등학교로 교명 변경
- 1970년 9월 5일 : 중학교 분리
- 1972년 2월 23일 : 현 위치 신축교사로 이전
- 1995년 12월 22일 : 체육관 준공
- 1997년 10월 30일 : 생활관 준공
- 2008년 3월 1일 : 학급 감축 인가(21학급)
- 2012년 4월 3일 : 기숙사 및 식당 증축 및 리모델링 공사 완공
- 2014년 3월 1일 : EBS 수능 연구학교 운영
- 2017년 3월 1일 : 교육부요청 경상북도교육청 지정 진로교육 정책 연구학교 운영(1년간)
- 2019년 3월 4일 : 고교학점제, 녹색환경교육 선도학교 지정
- 2019년 7월 2일 : 교육부 지정 학교공간혁신사업 선정
- 2021년 3월 1일 : 수학나눔학교 운영
- 2022년 9월 1일 : 제32대 김현국 교장 취임
- 2023년 2월 10일 : 제78회 졸업식(129명 졸업, 총 21,468명)
- 2023년 3월 2일 : 2023학년도 신입생 입학(신입생 126명)

## 참고 자료
- 안동여자고등학교 - 한국교육학술정보원 학교알리미